# Świerznica (województwo pomorskie)
Świerznica – wieś w Polsce położona w województwie pomorskim, w powiecie nowodworskim, w gminie Stegna na obszarze Żuław Wiślanych.
W latach 1975–1998 miejscowość położona była w województwie elbląskim.
Inne miejscowości o nazwie Świerznica: Świerznica